# Gustav Skalský
PhDr. Gustav Skalský (13. března 1891, Velká Lhota u Dačic – 20. září 1956, Praha) byl český historik, docent numismatiky a ředitel Národního muzea. Je považován za zakladatele moderní české numismatiky.

## Život
Rodiče Gustava Skalského žili od roku 1897 do vzniku samostatného českého státu ve Vídni. Gustav Skalský po absolvování české obecné školy pokračoval ve studiu na německém  gymnáziu v Hernalsu, poté studoval historii na Filozofické fakultě pražské Univerzity Karlovy a Univerzity ve Vídni, kde dne 6. 7. 1914 získal doktorát filozofie. Zároveň studoval v Ústavu pro rakouský dějezpyt. V roce 1914 byl vybrán pro práci v českém archivu Národního muzea, kde v letech 1919–1945 vedl numismatické oddělení.Už v roce 1933 habilitoval na Filozofické fakultě Karlovy univerzity v oboru numismatiky, na kterou se zaměřil i jako vysokoškolský učitel.
V roce 1945 se stal prvním vědeckým ředitelem Národního muzea. Tuto funkci zastával do dubna 1956, kdy odstoupil kvůli vážné nemoci, na níž v dne 20. září 1956 zemřel.

## Rodina
Jeho otcem byl teolog Gustav Adolf Skalský. Měl tři sourozence – bratra Josefa a sestry Karlu a Martu. Bratříček Gustávek, po němž dostal jméno, zemřel již v útlém věku a byl pohřben ve Velké Lhotě u Dačic. Tam, v rodinném hrobě Skalských, byla pohřbena i matka historika Gustava Skalského. Manželství Gustava s Marií Jandovou bylo bezdětné, manželka Marie předčasně zemřela.